# Eine florentinische Tragödie

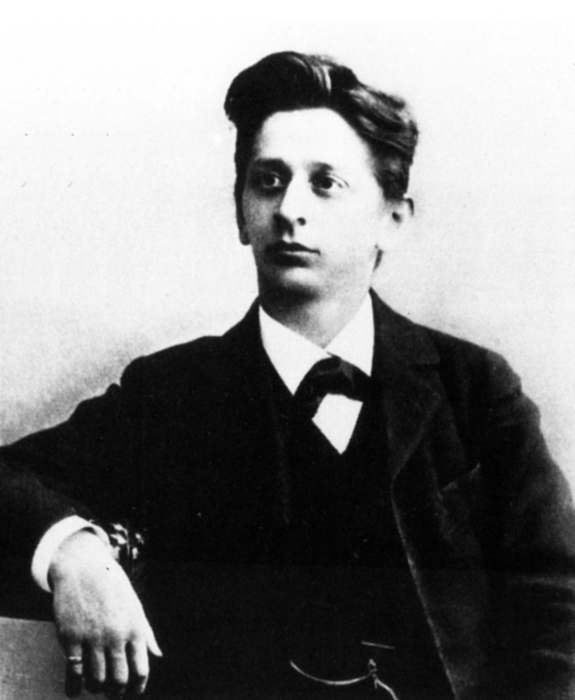
Alexander von Zemlinsky

Eine florentinische Tragödie (En florentinsk tragedi) är en opera i en akt med musik av Alexander von Zemlinsky och libretto av tonsättaren efter Oscar Wildes skådespel A Florentine Tragedy (1894) i översättning till tyska av Max Meyerfeld.

## Historia
Liksom i flera samtida operor som Max von Schillings Mona Lisa, Korngolds Violanta och Franz Schrekers Die Gezeichneten valde också Zemlinsky ett ämne från den florentinska renässansen som gav honom möjlighet till dramatisk och sinnlig musik i stil med Richard Strauss Salome. Verket uruppfördes den 30 januari 1917 på Hoftheater i Stuttgart med Max von Schillings som dirigent.

## Om operan
Operan är egentligen ingen tragedi, utan en cynisk komedi. Simone vet redan från början vad han vill och lurar rivalen genom att spela rollen av en underdånig krämare. Samtidigt låter han det stå utom allt tvivel att det inte är kärlek som binder honom till hustrun, utan att han bara betraktar henne som en ägodel bland andra. Den andra kärleksscenen, medan Simone går ut i trädgården (en första kärleksscen i Oscar Wildes ursprungliga manuskript ströks och Zemlinsky ersatte den genom det långa och praktfulla förspelet), är ett tillbakahållande element före den forcerade finalen och operans brutala slutpoäng, en kärleksduett i form av en sarkastisk aforism: "Varför har du aldrig berättat hur stark du är" (Bianca) och "Varför har du aldrig berättat hur vacker du är" (Simone). 
I verket visar sig Zemlinsky på krönet av sin skaparbana. Han förenar arvet efter Johannes Brahms kammarmusikaliska polyfoni med Richard Strauss och Franz Schrekers senromantiska färgprakt och lyckas ge en sofistikerad bild av de mångtydiga personkonstellationerna. Den komplexa formstrukturen, det stora antalet självständiga stämmor och de minutiösa stämningsvalörerna får Eine florentinische Tragödie att närma sig den musikaliska expressionismen samt även den för förra sekelskiftet så typiska "omvärderingen av alla värderingar": Moral blir till fars, känsla till geschäft och man går över lik för den egna vinningens skull.

## Personer
- Guido Bardi, florentinsk fursteson (tenor)
- Simone, tyghandlare (baryton)
- Bianca, hans hustru (mezzosopran)

## Handling
Florens under renässansen (1500-talet)
Simone återvänder från en handelsresa och överraskar sin hustru Bianca i en komprometterande situation tillsammans med den florentinske furstesonen Guido Bardi. Simone spelar naiv och fjäskar för furstesonen. Han erbjuder honom klädestyg och bjuder in honom till middag. Genom dunkla antydningar gör han hustruns älskare osäker. När köpmannen går ut i trädgården omfamnar Bianca och Guido varandra, och ertappas åter på bar gärning. Det som börjar som en till synes inte alltför allvarlig svärdslek går oavsiktligt över i blodigt allvar. Simone besegrar Guido i duellen och dödar honom. Make och maka omfamnar varandra över liket.